# Torsjometr
Torsjometr – jeden z rodzajów momentomierza, przyrząd służący do pomiaru momentu siły przenoszonego przez wał, na podstawie odkształceń kątowych tego odcinka wału, który moment przekazuje. Ze względu na sposób pomiaru kąta skręcenia rozróżnia się torsjometry: mechaniczne, optyczne, akustyczne i elektryczne.